# Alectura lathami
Il tacchino di boscaglia australiano, tacchino australiano comune, megapodio australiano o talegalla,  (Alectura lathami J.E.Gray, 1831) è un uccello galliforme della famiglia Megapodiidae, endemico dell'Australia. È l'unica specie nota del genere Alectura.

## Etologia
Il tacchino di boscaglia australiano sta recentemente espandendo il suo areale dalle zone naturali a quelle antropizzate.
E' caratteristico il suo sistema riproduttivo: il maschio costruisce un cumolo di un metro di altezza di sostanze vegetali che prendono a fermentare, in cui la femmina depone le uova e poi se ne va, lasciando al maschio la cura della fermentazione del cumulo fino alla schiusa, dal quale i pulcini escono scavando da soli e se ne vanno subito indipendenti.

## Tassonomia
Sono state descritte due sottospecie:
- Alectura lathami lathami J.E.Gray, 1831
- Alectura lathami purpureicollis (Le Souef, 1898)